# أقدم آيت عيسى اوابراهيم (آيت عيسى أو ابراهيم)
أقدم آيت عيسى اوابراهيم هو دُوَّار يقع بجماعة تاغزوت ن آيت عطا، إقليم تنغير، جهة درعة تافيلالت في المملكة المغربية. ينتمي الدوّار لمشيخة آيت عيسى أو ابراهيم التي تضم 7 دواوير. يقدر عدد سكانه بـ 2676 نسمة حسب الإحصاء الرسمي للسكان والسكنى لسنة 2004.

## روابط خارجية
- البوابة الوطنية للجماعات الترابية
- المندوبية السامية للتخطيط